# 小傑爾別特區
47°57′N 44°41′E / 47.950°N 44.683°E
小傑爾別特區（俄语：Малодербетовский район），是俄羅斯的一個區，位於該國西南部，由卡爾梅克共和國負責管轄，始建於1970年12月11日，面積3,665.9平方公里，2010年人口10,528，人口密度每平方公里2.87人。